# Castello della Berlière
Il castello della Berlière è una rocca del XVIII secolo situata all'interno della giurisdizione della frazione di Houtaing, ora nel comune di Ath, nella provincia dell'Hainaut, Vallonia, Belgio. Il castello è stato classificato come importante sito per il patrimonio culturale della Vallonia prima nel 1977 poi nel 1994.

## Storia
Avendole ereditate dal padre Octave d'Oultremont, il senatore belga Adhémar d'Oultremont de Duras si adoperò in modo sostanziale per portare gli allevamenti del castello e del paese di Hountaing ad essere rinomati in tutto il Belgio. Con la moglie, Clémentine de Croÿ, riuscì a sviluppare il vicino villaggio; la maggior parte dei residenti sono stati impiegati a castello. A questa coppia si deve l'arrivo dell'acqua dell'elettricità e delle linee telefoniche arrivando all'abbonamento per i residenti. Per accogliere, ospitare ed assistenza agli anziani venne costruito un ampio ospizio.
Vicino al castello venne eretto il sontuoso mausoleo d'Oultremont, una cappella neogotica che ospita una cripta sacra dove si trovano tutti i membri della famiglia di Oultremont.
Venduto dagli eredi nel 1935, il castello divenne nel 1947 un collegio per alta scuola gestita dai padri Giuseppini.

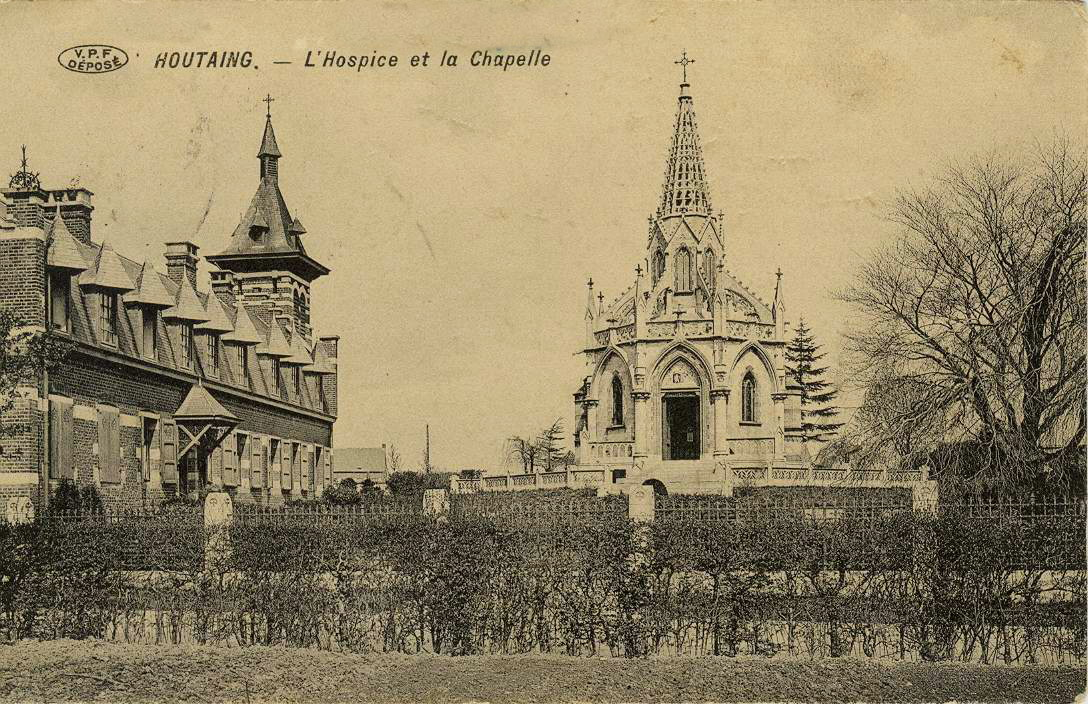
Il mausoleo d'Oultremont e l'ospizio cittadino